# FOXP2
FOXP2 ("proteínas FOX P2") é um gene que é relacionado com o desenvolvimento da linguagem, incluindo a capacidade gramatical.

## Introdução
FOXP2 é um membro da grande família de fatores de transcrição FOX.  Informação das mutações humanas e estudos em ratos sugerem que FOXP2 regula genes envolvidos no desenvolvimento de tecidos tal como cérebro, pulmões, e intestinos. Entretanto a exata identidade dos genes regulados por FOXP2 é ainda não conhecida.

## FOXP2 e doenças humanas
Anthony Monaco, geneticista inglês, professor da Universidade de Oxford e integrante do Projeto Genoma Humano, anunciou que o gene FOXP2, está, aparentemente, destinado a controlar a capacidade linguística humana. Segundo suas pesquisas, pessoas que apresentaram defeitos na unidade de DNA do FOXP2, possuíam distúrbios concernentes à conjugação verbal, à distribuição e à referencialidade dos pronomes, à elaboração de orações subordinadas. Diversos casos de dispraxia verbal do desenvolvimento em humanos têm sido relacionados a mutações no gene FOXP2.